# Назаров, Степан Николаевич
Степан Николаевич Назаров (18 октября 1910 — 30 декабря 1995) — проходчик шахты «Центральная» (г. Копейск, Челябинская область), Герой Социалистического Труда (1948).

## Биография
Родился 18 октября 1910 года в деревне Покровка ныне Абдулинского района Оренбургской области.
В 1929 году приехал на Челябкопи, где был принят забойщиком. Освоил метод работы с помощью более современного (в отличие от обушка) инструмента — отбойного молотка, передавал опыт другим забойщикам. В 1934 году переведён в горнопроходческую бригаду, вскоре направлен на шахту № 7—8.
С началом Великой Отечественной войны члены бригады Назарова взяли обязательство работать за себя и за ушедших на фронт. В 1947 году Назаров выполнил годовую норму на 150 %, в 1948 его ежемесячная выработка составляла 175 %. Обучил проходческому мастерству несколько десятков забойщиков. В мае 1954 года в составе советской делегации выезжал на праздник шотландских шахтёров. Депутат Копейского городского Совета депутатов трудящихся, неоднократно избирался партгруппоргом участка.
Скончался 30 декабря 1995 года. Похоронен на Центральном кладбище Копейска.

## Награды и звания
- Указом Президиума Верховного Совета СССР в 1948 году С. Н. Назарову было присвоено звание Героя Социалистического Труда с вручением ордена Ленина и золотой медали «Серп и молот».
- Два ордена Ленина (1948, 1950), орден Трудового Красного Знамени (1942), орден «Знак Почёта» (1942), медаль «За доблестный труд в Великой Отечественной войне 1941—1945 гг.».
- Почётный шахтер
- Почётный гражданин г. Копейска